# VIA 철도
VIA 철도(영어: VIA Rail Canada 비어 레일 캐나다[*])는 캐나다에서 여객 운송업을 하는 국영 기업이다.
캐나다의 뉴펀들랜드와 프린스에드워드섬을 제외한 모든 주에서 영업하며, 영업 거리는 약 12,500km에 이른다. 연간 약 여객 5백만명을 운송하며, 그중 대부분은 윈저-퀘벡 시간 코리더라 불리는 구간에서 발생한다.
창설 이후 여러차례 정부 세제보전 감소에 따라 서비스가 삭감되고 변경되는 우여곡절을 겪었다. 최근에는 높은 국제유가와 정부의 직접적인 투자로 인해 이용객이 매년 소폭 상승하는 중이다.

## 역사
1976년 캐나다 내셔널 철도의 여객과 화물 부분이 분리 되면서 VIA-CN란 회사를 설립했다. 1978년에 캐나다 태평양 철도와 캐나다 내셔널 철도의 여객 분야를 캐나다 정부가 책임지기 시작하면서 캐나다 내셔널 철도는 현재까지 화물 노선만 운행한다.

## 운행 노선[2]
| 노선이름              | 주요역                                                       | 운행빈도               | 열차번호                          | 서비스                             |
| --------------------- | ------------------------------------------------------------ | ---------------------- | --------------------------------- | ---------------------------------- |
| 캐나디안              | 토론토, 온타리오, 위니펙, 새스커툰, 애드먼턴, 제스퍼, 밴쿠버 | 주당 3편               | 1 & 2                             | Comfort, Silver & Blue             |
| 오션                  | 헬리팩스, 트루노, 멍턴, 캠밸튼, 몬트리올                     | 주당 6편               | 14 & 15                           | Comfort, Comfort sleeper, Easterly |
| 아비티비              | 세네테레, 몬트리올                                           | 주당 3편               | 603–606                           | Comfort                            |
| 사귀나이              | 존퀴에르, 몬트리올                                           | 주당 3편               | 600–602                           | Comfort                            |
| 퀘벡 시–몬트리올      | 퀘벡 시, 드러먼드빌, 몬트리올                                | 일일당 4편             | 20–29 & 620, 622                  | Comfort, VIA1                      |
| 몬트리올–오타와       | 몬트리올, 알렉산드리아, 오타와                               | 일일당 6편             | 30–39 & 630–632, 634–635, 638–639 | Comfort, VIA1                      |
| 오타와–토론토         | 오타와, 킹스턴, 오샤와, 토론토                               | 일일당 5편             | 40–49 & 640–641, 643, 648         | Comfort, VIA1                      |
| 몬트리올–토론토       | 몬트리올, 킹스턴, 오샤와, 토론토                             | 일일당 6편             | 52–69 & 652, 667–668              | Comfort, VIA1                      |
| 토론토–윈저           | 토론토, 오크빌, 런던, 윈저                                   | 일일당 4편             | 70–79                             | Comfort, VIA1                      |
| 토론토–런던           | 참고: 각편은 키치너와 오크빌을 경유한다.                     | 일일당 2편 (각 방향에) | 82, 83, 89, 686                   | Comfort, VIA1                      |
| 토론토–사니아         | 토론토, 궬프, 키치너, 스트랫포드, 런던, 사니아               | 일일당 2편             | 84–88                             | Comfort                            |
| 토론토–나이아가라폴스 | 토론토, 오크빌, 세인트 캐서린, 나이아가라폴스                | 일일당 2편             | 90–98                             | Comfort                            |
| 레이크 슈페리어       | 서드버리, 화이트리버                                         | 주당 3편               | 185 & 186                         | Comfort                            |
| 허드슨 베이           | 위니펙, 톰슨, 처칠                                           | 주당 3편               | 692 & 693                         | Comfort, Sleeper                   |
| 스키나                | 제스퍼, 프린스 조지, 프린스 루퍼트                           | 주당 3편               | 5 & 6                             | Comfort, Totem, Totem Deluxe       |
| 메이플 리프           | 토론토, 온타리오, 뉴욕                                       | 매일                   | 97, 98                            | Economy                            |

주말운행빈도는 약간 낮아질 수 있으며, 또한 열차번호를 바꾸거나 운행일정이 변경될 수 있다.
밴쿠버, 토론토, 몬트리올에서 미국으로 가는 열차를 탈 수 있다.

## 사진

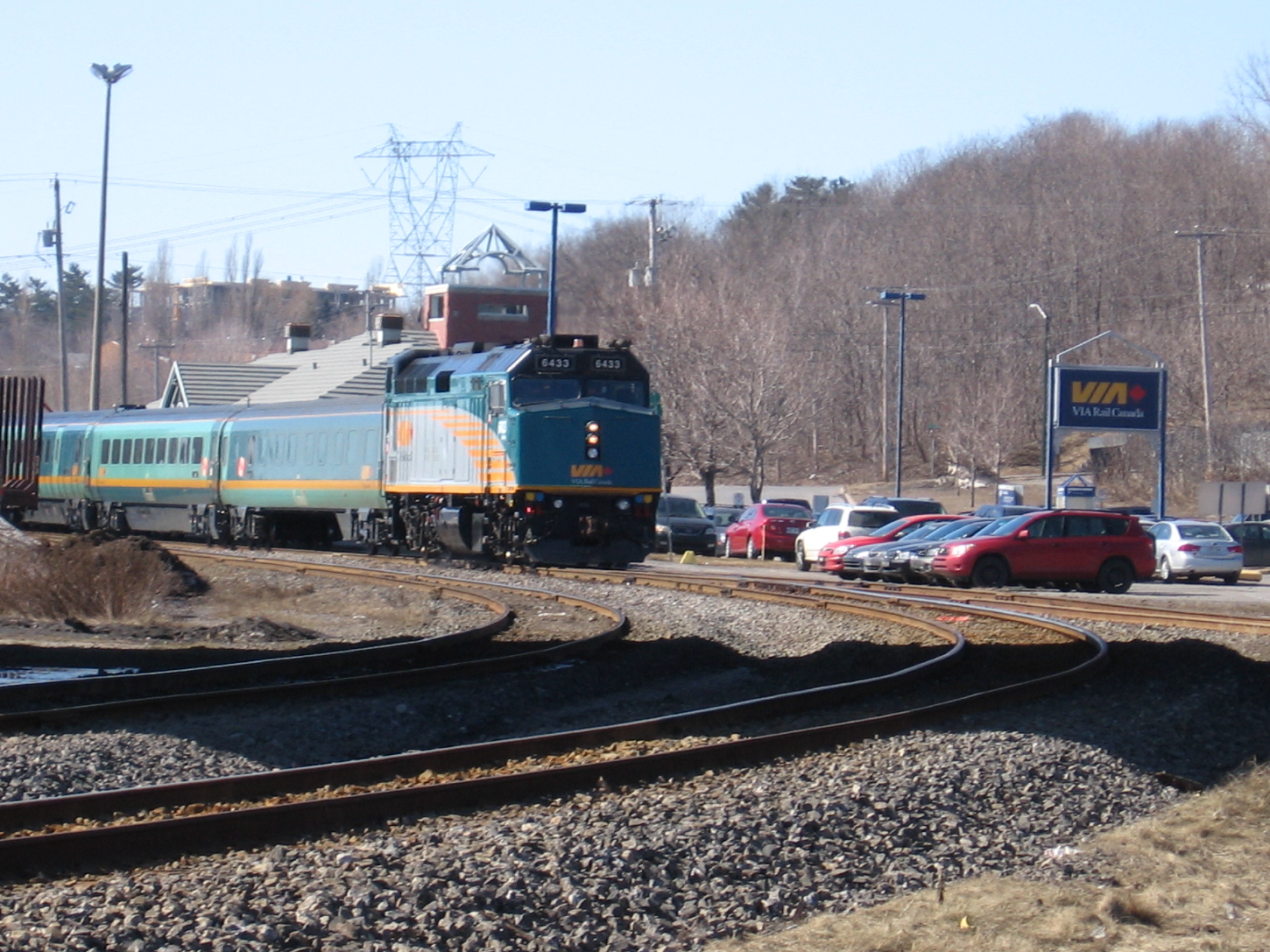
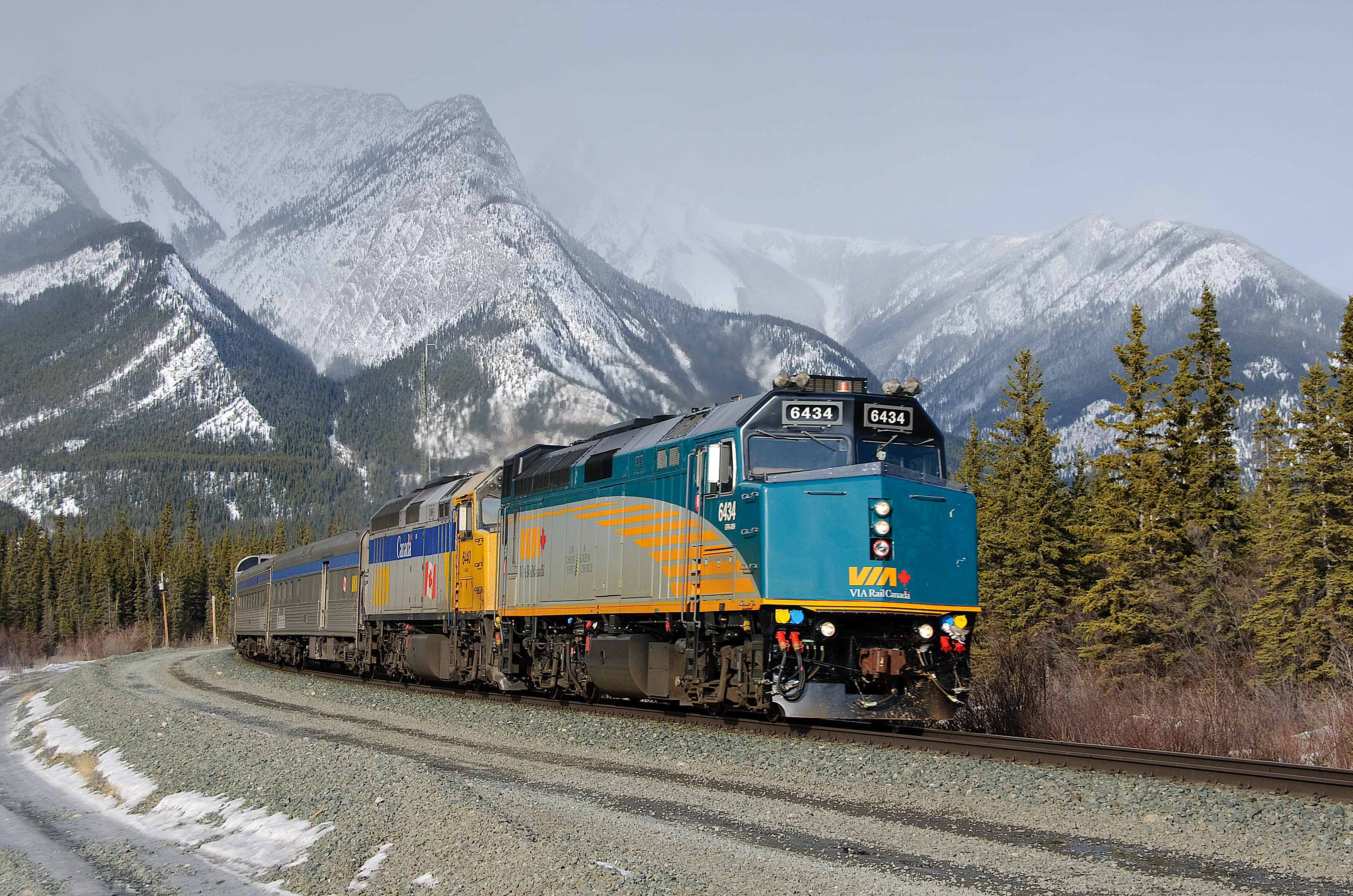
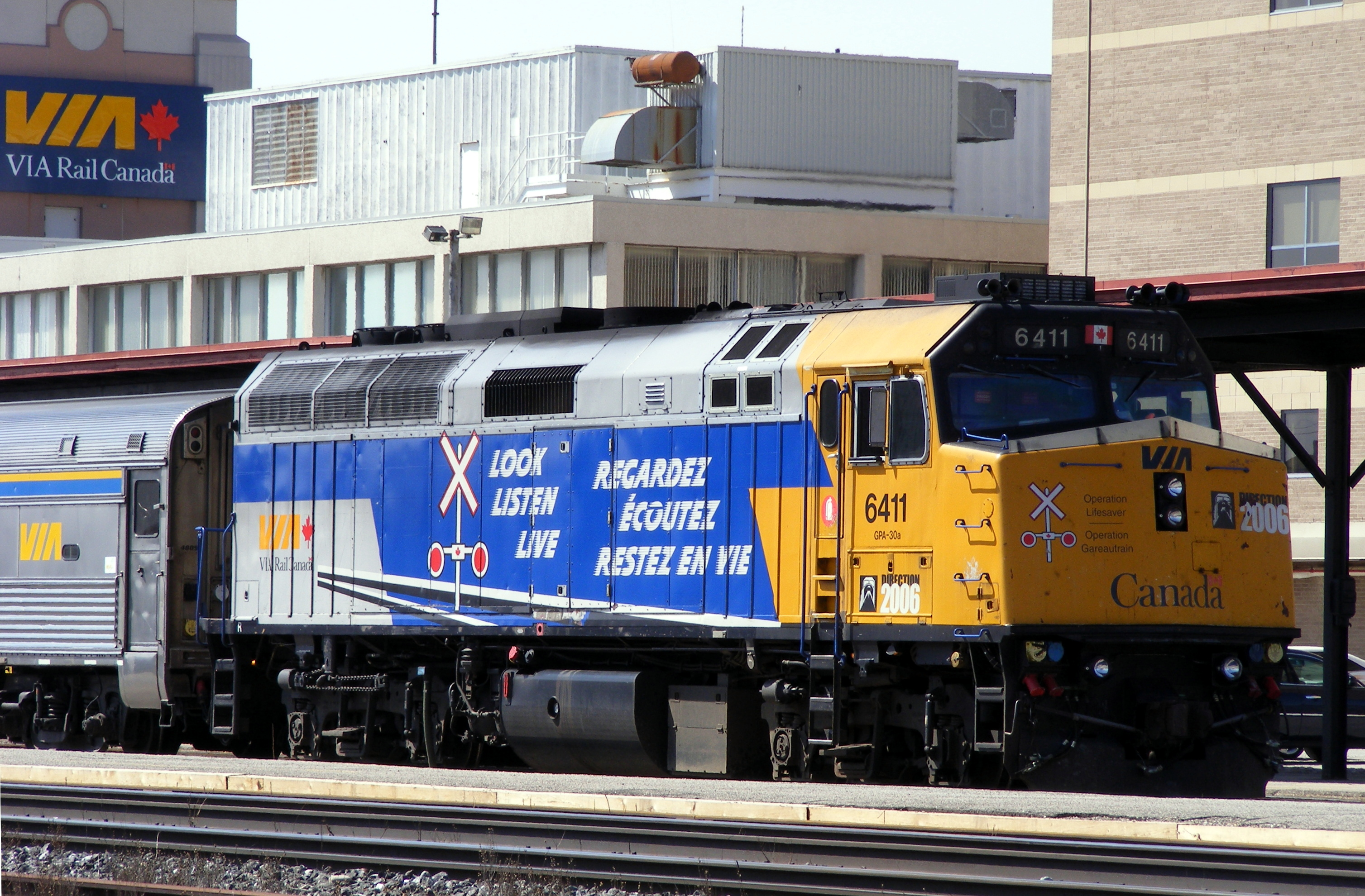
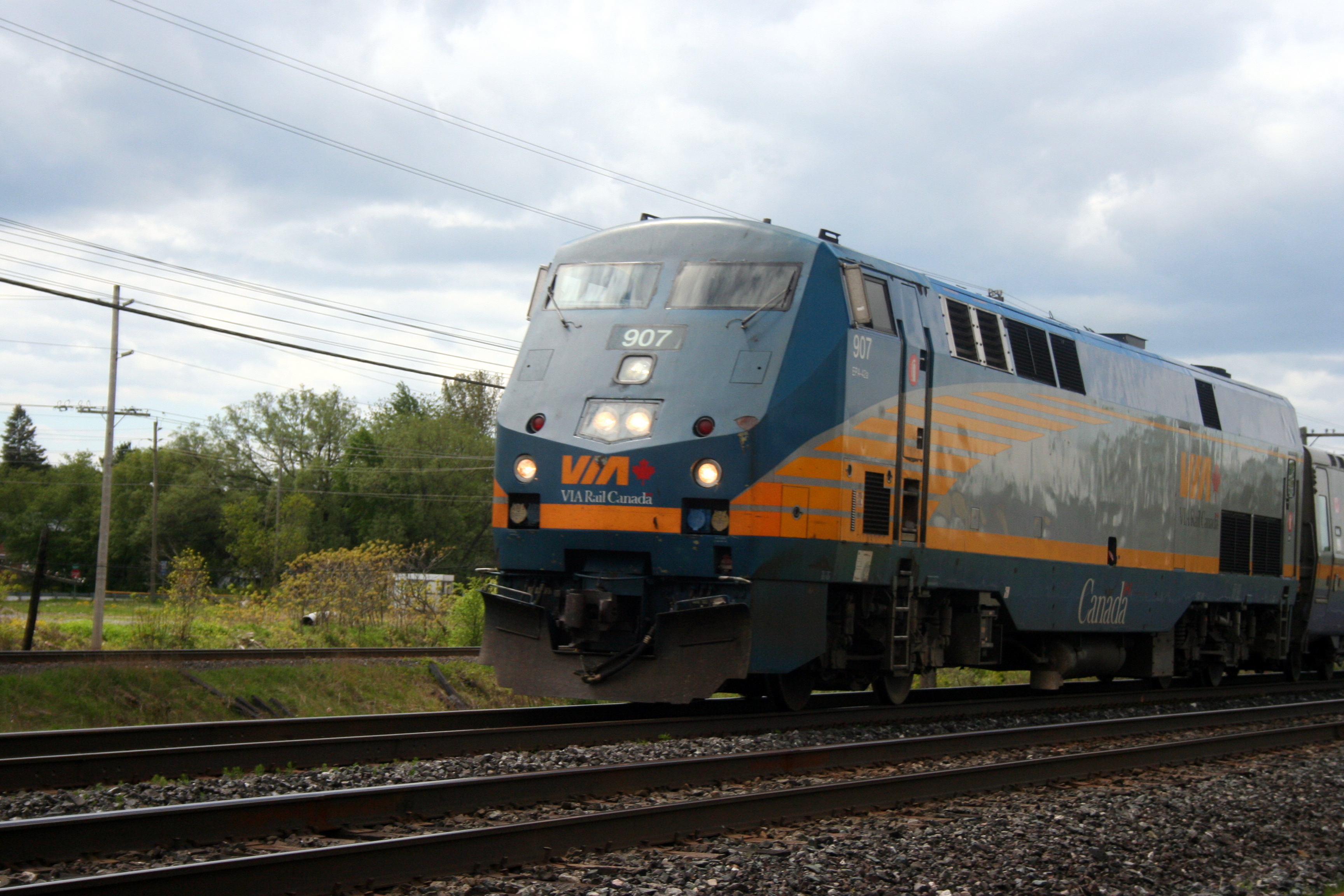
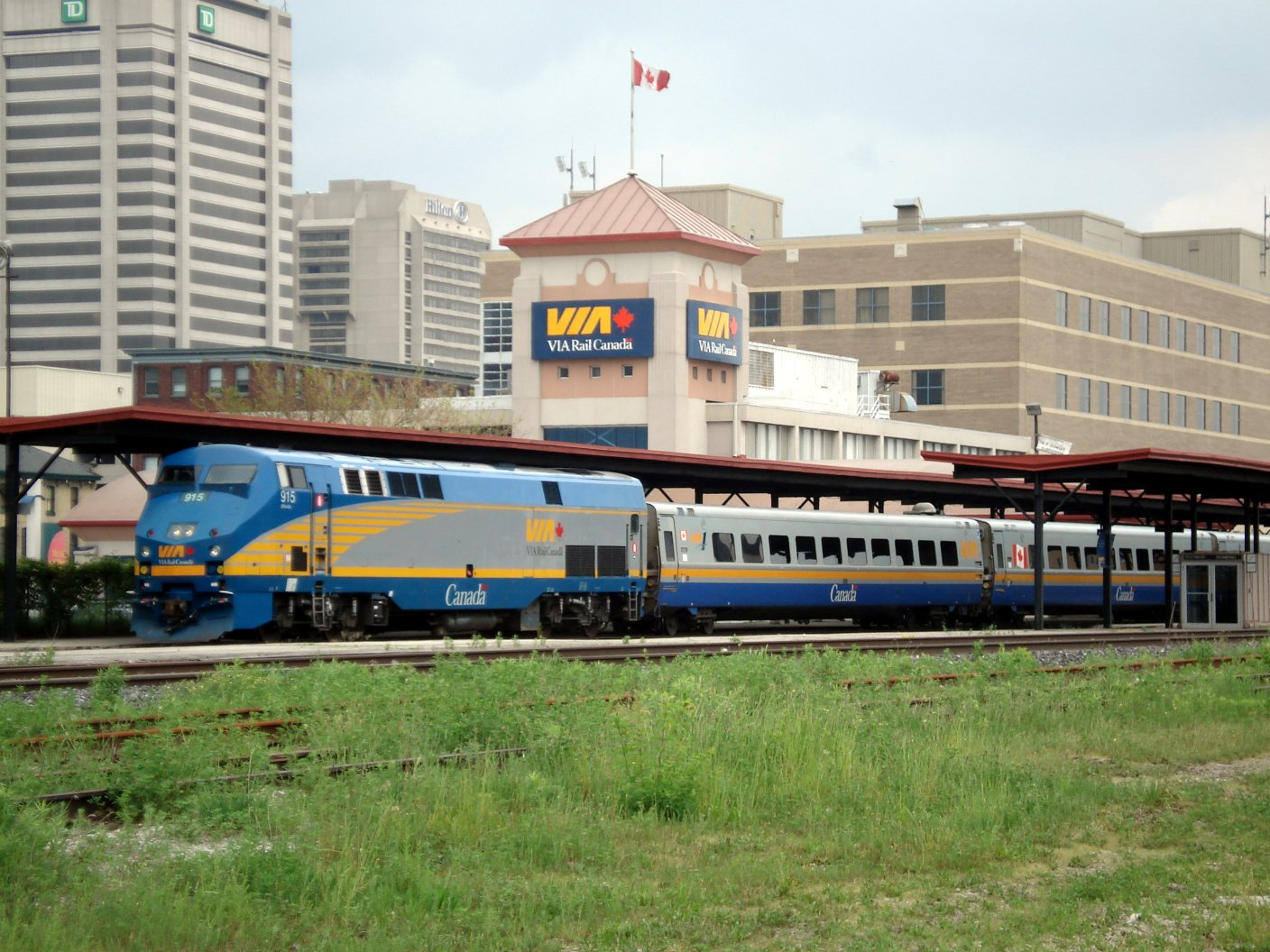
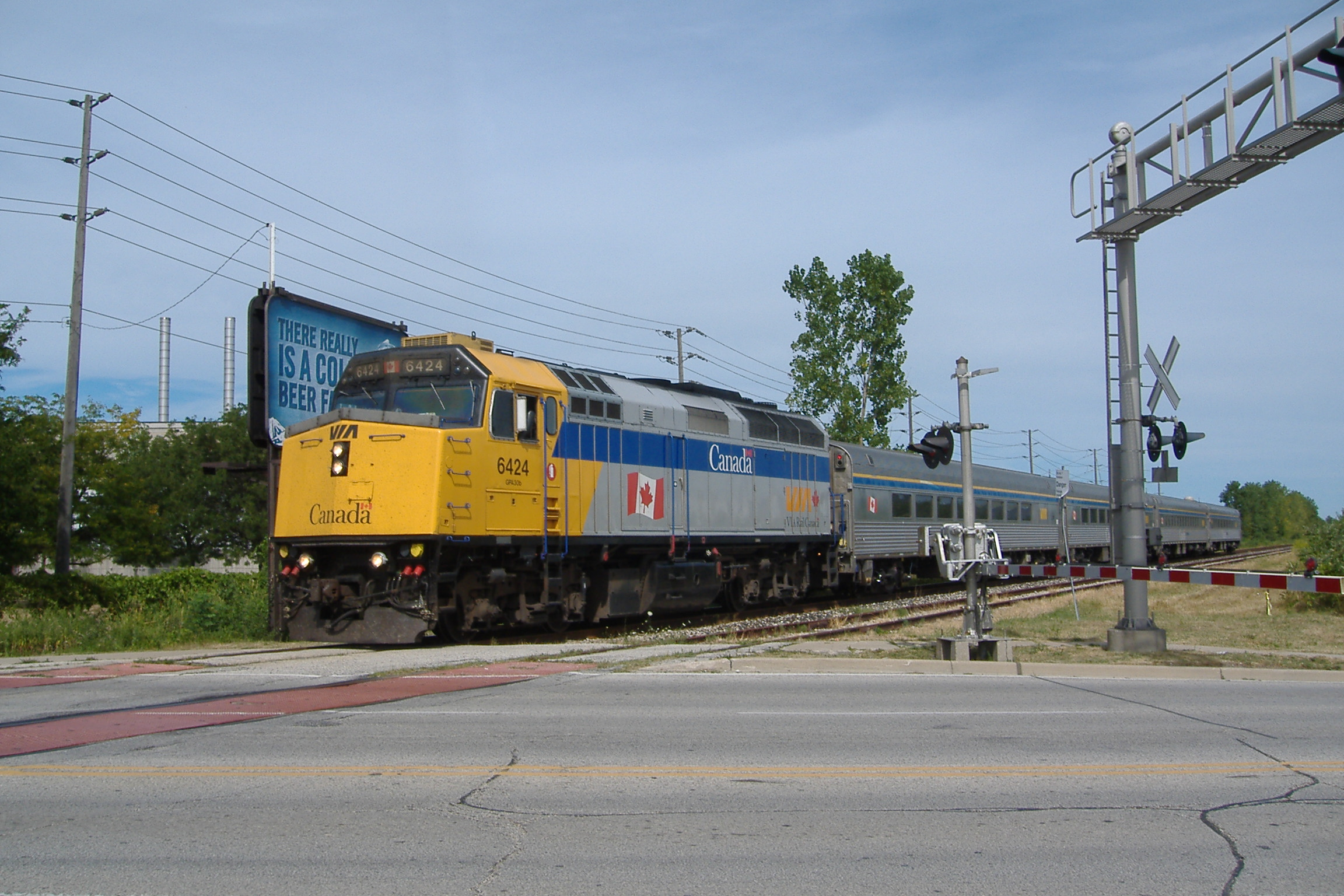
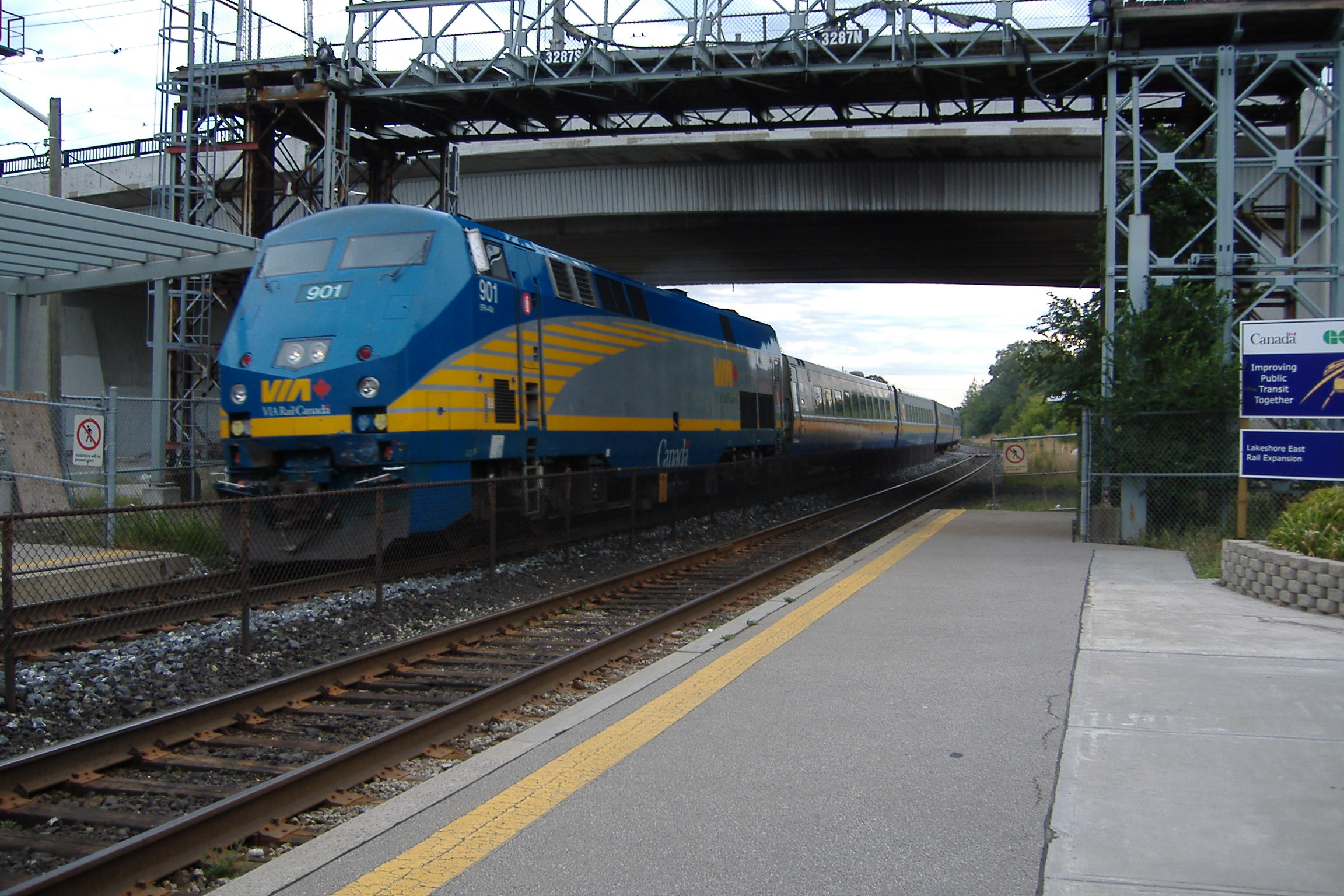
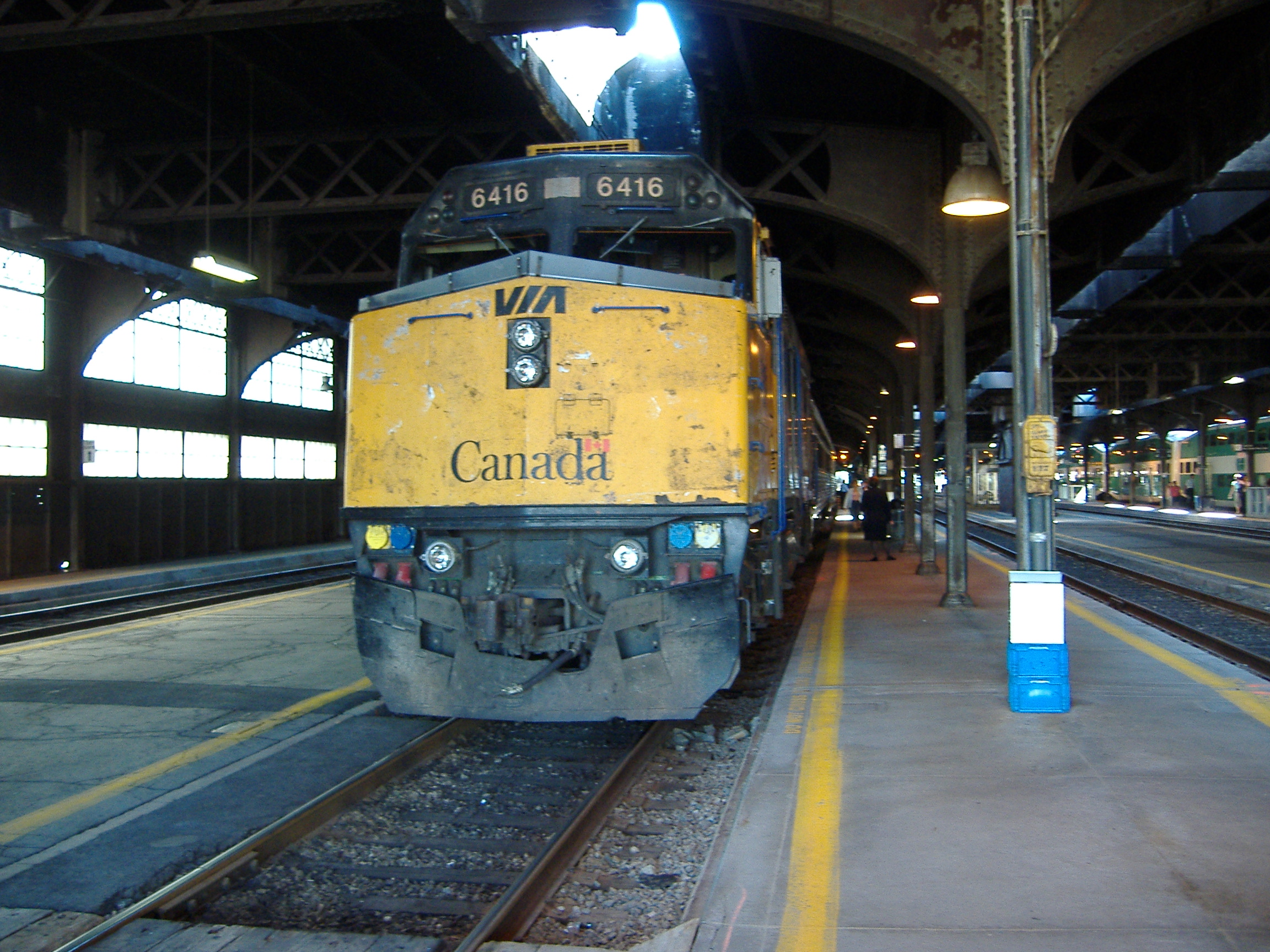
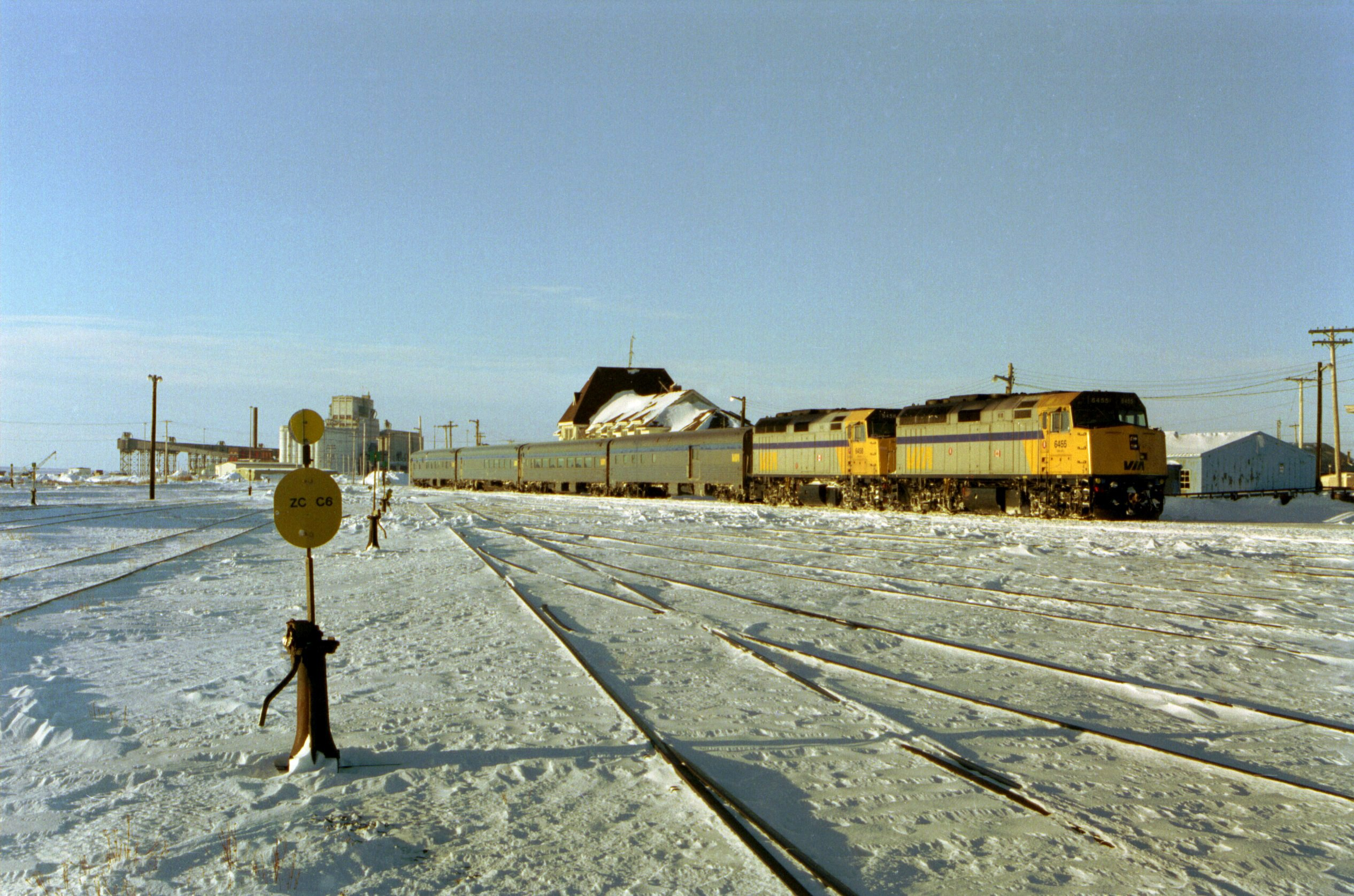